# Trevesia beccarii
Trevesia beccarii là một loài thực vật có hoa trong Họ Cuồng. Loài này được Boerl. miêu tả khoa học đầu tiên năm 1887.